# Rotherkopfita
La rotherkopfita és un mineral de la classe dels silicats que pertany al grup de la neptunita. Rep el nom de la pedrera de basalt Rother Kopf, a Alemanya.

## Característiques
La rotherkopfita és un silicat de fórmula química KNa₂Fe²⁺(Fe²⁺)₂(Ti₁.₅Fe²⁺₀.₅)[Si₄O₁₂]₂. Va ser aprovada com a espècie vàlida per l'Associació Mineralògica Internacional en el mes de desembre de l'any 2023, i publicada l'any següent. Cristal·litza en el sistema monoclínic.
L'exemplar que va servir per a determinar l'espècie, el que es coneix com a material tipus, es troba conservat a les col·leccions mineralògiques del Museu d'Història Natural del Comtat de Los Angeles, a Los Angeles (Califòrnia) amb el número de catàleg: 76283.

## Formació i jaciments
Va ser descoberta a Rother Kopf, a la localitat de Roth, a prop de Gerolstein, dins els camps volcànics d'Eifel (Renània-Palatinat, Alemanya), on es troba a les cavitats d'un xenòlit de quars-sanidina, incrustat en un basalt alcalí vesicular i associat amb fluoroflogopita i un mineral del supergrup dels amfíbols que està dividit en zones des de la potassicmagnesiofluoroarfvedsonita de l'exterior fins al potassicfluororichterita al nucli. Aquest indret és l'únic a tot el planeta on ha estat descrita aquesta espècie mineral.